# Tro, had og kærlighed
Tro, had og kærlighed er en kortfilm instrueret af Jan T. Jensen. Manuskriptet er af Jan T. Jensen og Jim Pedersen.

## Handling
Sonja ønsker sig desperat et barn, men hun og hendes mand Erik har svært ved det. Sonjas veninde Pia vil også have et barn, men hun er single.